# (14794) Konetskiy
(14794) Konetskiy est un astéroïde de la ceinture principale.

## Description
(14794) Konetskiy est un astéroïde de la ceinture principale. Il fut découvert le 24 septembre 1976 à Naoutchnyï par Nikolaï Tchernykh. Il présente une orbite caractérisée par un demi-grand axe de 3,02 UA, une excentricité de 0,11 et une inclinaison de 9,6° par rapport à l'écliptique.

## Compléments